# 鄭和
鄭和（1371年9月23日—1433年），原姓馬，小名三宝，又作三保，雲南昆陽县（今云南省昆明市晉寧区）人，明成祖賜姓鄭，故稱鄭和。中國明朝軍事家、航海家、外交家及宦官。鄭和在參與靖難之役後，奉明成祖之命率領帝國艦隊開始他的七次遠航，歷時二十八年，訪問三十多個西太平洋和印度洋沿岸國家和地區，史稱「鄭和下西洋」，總航程達七萬多海里。鄭和下西洋同時也是中國歷史上第一次由中原王朝官方大規模組織的大航海，足足早了西方半個多世紀，其航程之遠及船隊規模之大，為當时罕見。

## 生平

### 家世背景
据《故马公墓志铭》，鄭和曾祖父伯颜，祖母与母亲，均称“温氏”。祖父、父亲之名则未载，以“哈只”代称，故父即“马哈只”。就此，学术界存在不同看法，存在“淡忘论”和“避讳论”等不同的解释。族人自称咸阳世家。

### 幼年時期

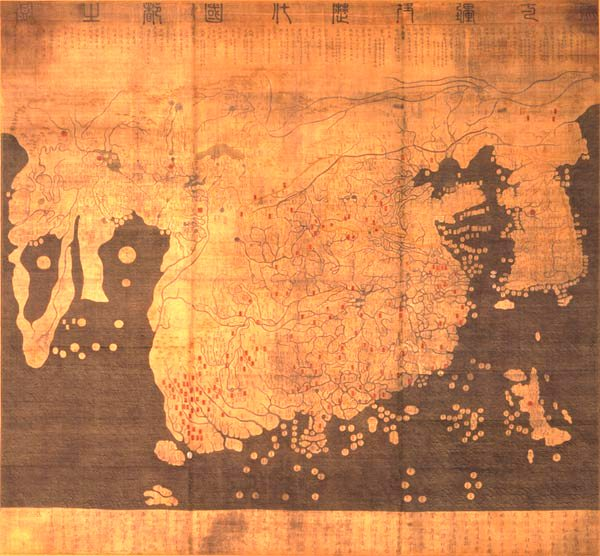
15世紀初，朝鮮所製的《混一疆理歷代國都之圖》亞洲地圖，顯示鄭和時代的明朝及其藩屬國世界觀。

元宣光元年八月十四日（1371年9月23日），鄭和出生於雲南昆陽（今晉寧昆陽街道）寶山鄉知代村，當時雲南屬於元朝（北元，国号：大元）。鄭和有姐妹四人，為二子。據說，鄭和祖父當過雲南行省平章，父親為世襲的滇阳侯，因此其幼時家境優渥。鄭和喜歡聽父親和祖父講坐大船看看各個國家的風土人情、看看各個國家的奇珍異獸，这打開了他的求知慾。
元天元三年（1381年）冬天，鄭和10岁時，明朝軍隊進攻雲南，鄭和的父親遇害，鄭和被明军副统帅蓝玉掠走至當時明朝首都南京。他被宮刑而成為宦官後被分配予燕王朱棣。洪武二十三年（1390年），鄭和隨燕王朱棣前往燕京（今北京）燕王府。

### 青年時期
建文元年七月初五日（1399年8月6日），燕王朱棣起兵反叛侄兒建文帝朱允炆，史稱靖難之變。朱棣以燕京為基地，靈活運用策略出擊，經幾次大戰消滅官軍主力，最後乘勝進軍，於建文四年六月十三日（1402年7月13日）攻下帝都應天府（今江蘇南京），建文帝失蹤，朱棣登上帝位，是為明成祖，改元永樂。靖難之變中，鄭和在河北郑州（今河北任丘北，非河南郑州，另一說為「燕京郑村坝」，今北京朝陽區东坝地区东坝村）为燕王朱棣立下战功。
永乐元年（1403年），國師姚道衍收马和为菩萨戒弟子，法名福吉祥。永乐二年（1404年），明成祖朱棣在南京御书“郑”字賜姓，以紀念戰功，史稱「鄭和」。並升任為內官監太監，官至四品，地位僅次於司禮監。

### 壯年時期
郑和有智略，武功高強，知兵习战，明成祖对郑和十分信赖。根据明代御用相士中书舍人袁忠彻记述：「郑和身长九尺，腰大十围，四岳峻而鼻小，眉目分明，耳白过面，齿如编贝，行如虎步，声音洪亮。”下西洋前夕，明成祖有意选派郑和领兵出洋，曾征询袁忠彻，袁回答：“三保姿貌、才智，内侍中无与比者，臣察其气色，诚可任。”“遂令统督以往，所至威服。”
郑和下西洋的史料不多，三部基本史料包括馬歡的《瀛涯勝覽》、費信的《星槎勝覽》、鞏珍的《西洋番國志》。

### 逝世
郑和之死，《明史·郑和传》的记载十分模糊。学者郑鹤声、郑一钧提出的“郑和1433年死于古里国”的说法，得到较多接受。但也有研究者认为该说所依据的《非幻庵香火圣像记》内容错乱残缺，且该说对相关文字也有误读，指出据《大明都知监太监洪公寿葬铭》，在第七次下西洋中出使古里国的只是副使洪保，郑和并未前往。与此相关，还存在关于郑和葬处的争议。

## 事蹟
郑和航海生涯，始于永乐元年，先是出使暹罗，永乐二年出使日本，年底回朝复命。接著是奉敕七下西洋。前后共出洋九次。

鄭和艦隊下西洋的路線

### 鄭和出使暹羅國
永樂元年（1403年），太監鄭和等奉差出使暹羅國（泰國）。經廣州大星洋，忽遇風濤，鄭和祈天妃保祐，風平浪靜。出使過程中鄭和船隊舟師沿途累次校正針路，牽星圖樣，海島水勢山形，畫成圖樣。鄭和歸來後，奉命整理天妃廟。

### 鄭和出使日本國
建文四年（1402年），明成祖派遣使臣分赴四方。永乐元年（1403年）琉球、日本、暹罗各国使节到中国朝贡，建立了宗藩与册封关系。
永乐二年（1404年）倭寇骚乱直隶（南直隶）、浙江，明成祖派遣中官郑和往日本，奉敕讨贼，由寧波附近的桃花渡出海。永樂三年（1405年），當時受封日本室町幕府第三任将军足利義滿遣使，献上在壹歧、对马等岛所俘获的倭寇；明成祖命来使按其本国法处置，令一人生火，将倭寇上蒸籠蒸杀，並嘉奖足利義滿勤诚，遣鸿庐寺少卿潘赐，内官王进等赍玺书冕服，赐日本王，令十年一贡。
郑和统督水师10万到达日本，向室町幕府第三任将军足利义满宣旨：“使其自行剿寇，治以本国之法”。足利义满同时受明朝封赏，并派遣使节献上抓获的倭寇，与明朝正式建立了外交关系。双方签订了《勘合贸易条约》，日本以屬國的名義对明朝進行朝貢貿易。明朝赐足利义满“日本国王”金印一枚，足利义满回书自称“日本国王，臣源义满”。
有人對「鄭和出使日本」的真實性存疑，尤其是「水師10萬到日本」的說法。

### 鄭和下西洋

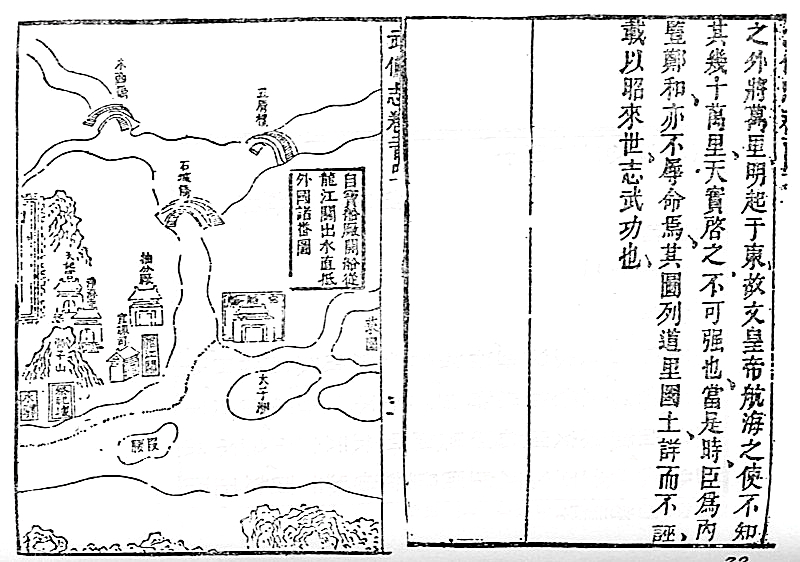
《郑和航海图》（原名《自宝船厂开船从龙江关出水直抵外国诸番图》）第一页

永樂三年六月十五日（1405年7月11日），明成祖命郑和率領龐大的二百四十多海船、二万七千四百名船员组成的船隊遠航，訪問了30多個在西太平洋和印度洋的國家和地區，加深了中國同東南亞、東非的相互了解。每次都由苏州劉家港出發經上下川山（今江门大廣海灣上川島一帶）出海，一直到宣德八年（1433年），他一共遠航了有七次之多。最後一次，宣德八年四月回程到古里時，在船上因病過世。民間故事《三寶太監西洋記通俗演義》將他的旅行探險稱之為三寶太監下西洋。
鄭和下西洋中所做的海外政治干預中，以長遠影響來看，最重要的是操縱馬六甲海峽（往來中國及海洋貿易的要道），選擇扶植拜里迷蘇剌，於1409年鄭和授與其國璽及皇袍。拜里迷蘇剌曾親自往中國朝貢，使其在麻六甲沼澤地的據點成為日漸富庶繁榮的商業中心。

鄭和曾到達過爪哇、蘇門答臘、苏禄、马六甲、彭亨、真臘、古里、暹羅、榜葛剌、阿丹、天方、左法尔、忽魯謨斯、木骨都束等三十多個國家，最遠曾達非洲東岸，紅海、麥加，并有可能到过澳大利亚。据记载，郑和的船队曾到达非洲东岸赤道以南的麻林地、慢八撒以及拉穆等地。

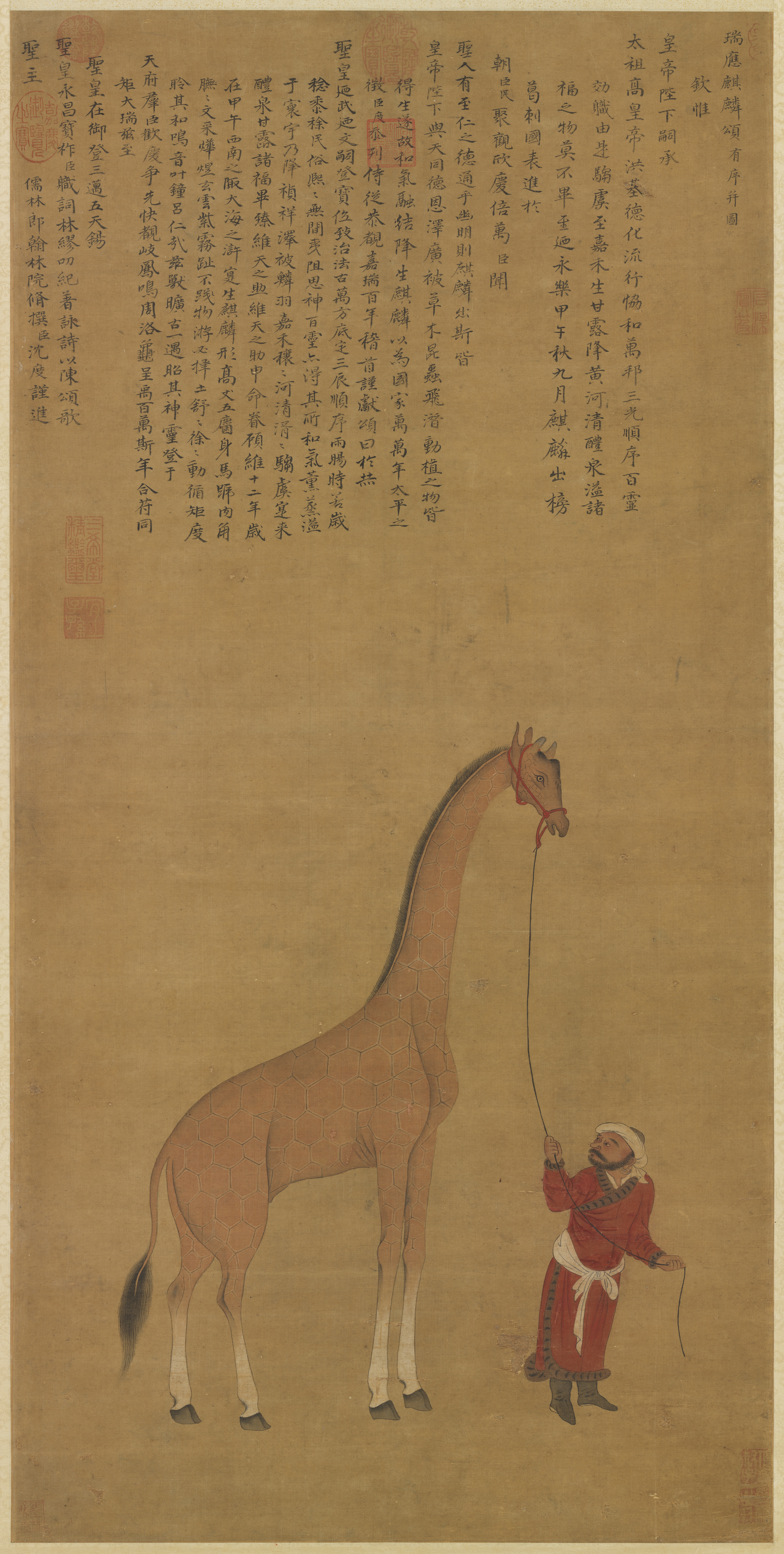
明代沈度作《瑞应麒麟图》，描绘永樂十二年（1414年）榜葛剌国表进麒麟

#### 第一次下西洋
永乐三年六月十五日（1405年7月11日）奉诏出使西洋。同年冬，从南京龙江港启航，经太仓出海，永乐五年九月初二（1407年10月2日）回国。第一次下西洋人数据载有27800人。

#### 第二次下西洋
永乐五年九月十三日（1407年10月13日）出发，到達汶萊、泰國、柬埔寨、印度等地，在錫蘭山迎請佛牙，隨船帶回，永乐七年夏（1409年）回国。第二次下西洋人数据载有27000人。

#### 第三次下西洋
永乐七年九月（1409年10月）太监郑和、王景弘、候显等统率官兵二万七千余人，驾宝舟四十八号出使西洋。九月从太仓刘家港启航，費信、馬歡等人會同前往，到達越南、馬來亞、印度等地，回國途中訪錫蘭山，永乐九年六月十六日（1411年7月6日）回国。

#### 第四次下西洋
永乐十一年十一月（1413年11月）出发，随行有通译马欢，繞過阿拉伯半島，首次航行至今日東非肯亞的麻林地，永乐十三年七月初八日（1415年8月12日）回国。同年11月，麻林迪特使來中國進獻“麒麟”（即長頸鹿）。第四次下西洋人数据载有27670人。

#### 第五次下西洋

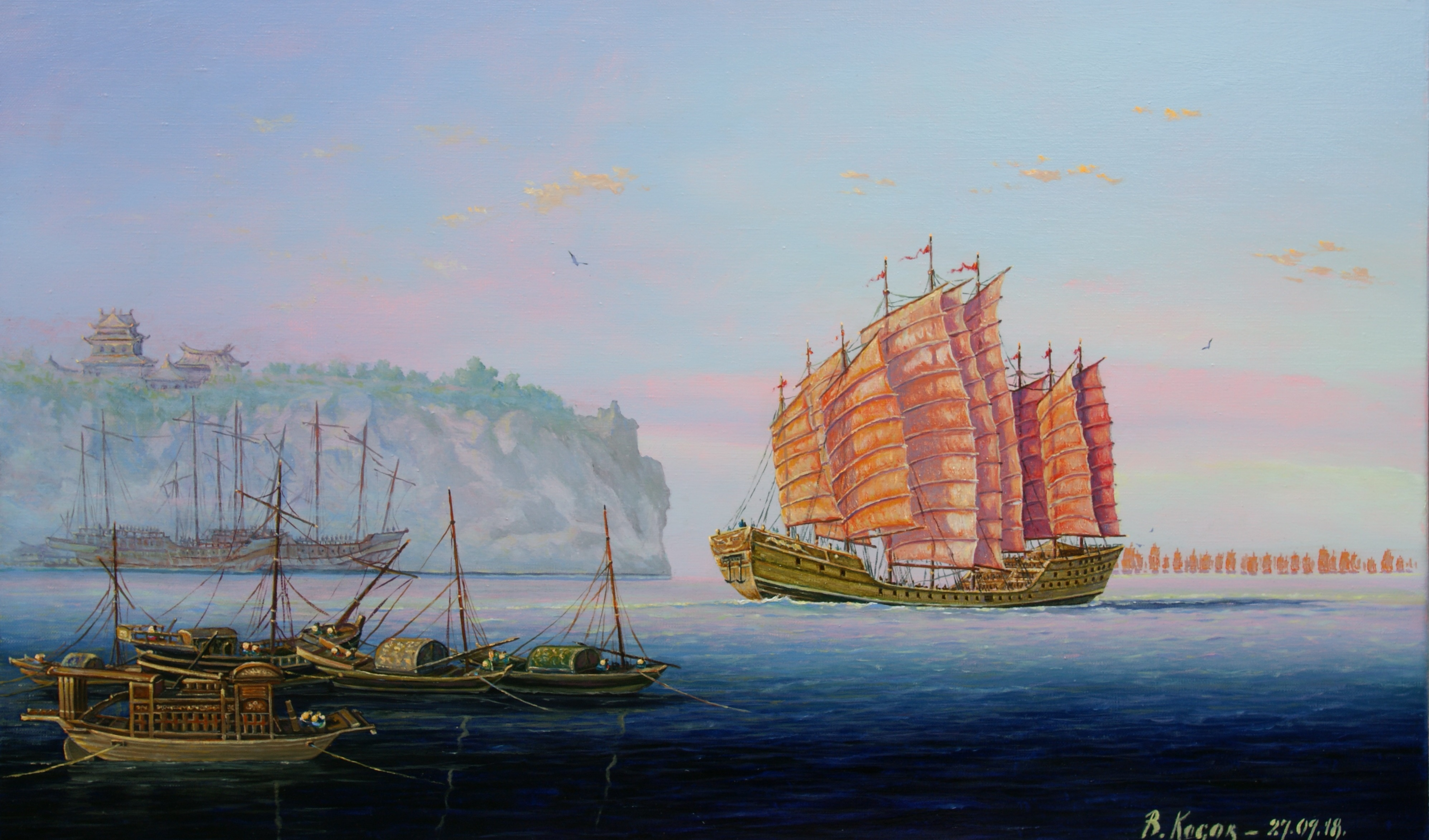
《鄭和歸來》。 藝術家弗拉基米爾·科索夫 2018

永乐十五年五月（1417年6月）出发，隨行有僧人慧信，途經泉州，到占城、爪哇，最遠到達東非木骨都束、卜喇哇、麻林等國家，永乐十七年七月十七日（1419年8月8日）回国。

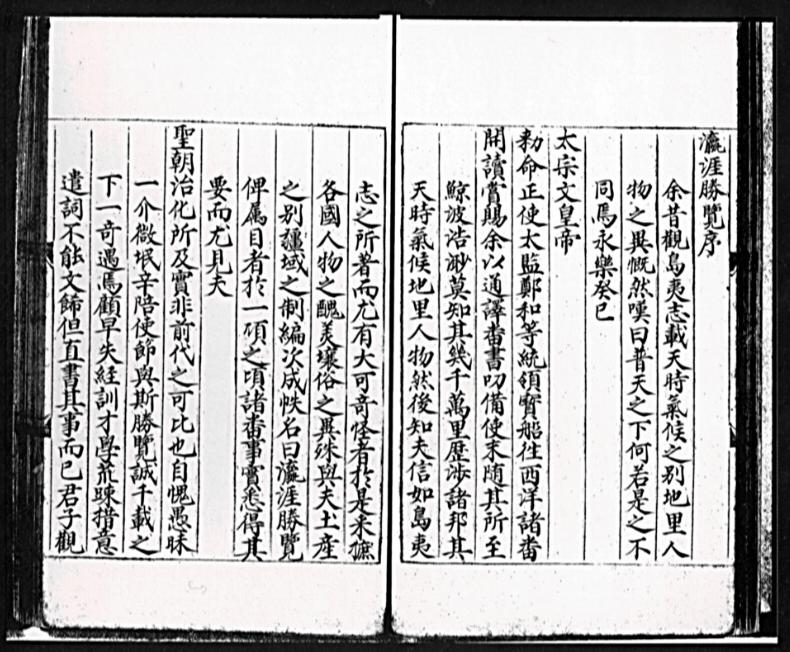
明钞本 马欢：《瀛涯胜览》

#### 第六次下西洋
永乐十九年正月三十日（1421年3月3日）出发，往榜葛剌（孟加拉），史載“於鎮東洋中，官舟遭大風，掀翻欲溺，舟中喧泣，急叩神求佑，言未畢，……風恬浪靜”，中道返回，永乐二十年八月十八日（1422年9月2日）回国。
航行途中，永樂十九年四月初八日（1421年5月9日），紫禁城發生大火，此時紫禁城才建好5個月，而明成祖才由南京遷都燕京的紫禁城4個月，明成祖受到極大的打擊，認為是遭受到天譴。三年後，永樂二十二年（1424年），明成祖去世，仁宗朱高熾即位。
仁宗朱高熾只比鄭和小7歲，與父親明成祖對鄭和的信賴大相逕庭，因鄭和多次下西洋耗費龐大的支出，下令停止下西洋的行動，燒毀宮中鄭和下西洋的日誌和文件。仁宗即位一年後病逝，由長子26歲的宣宗朱瞻基即位。

#### 第七次下西洋
宣德五年閏十二月初六日（1431年1月19日），鄭和从龙江关（今南京下关）启航，開始返航后，郑和因劳累过度于宣德八年（1433年）四月初在印度西海岸古里去世。
船队由太监王景弘率领返航，宣德八年七月初六日（1433年7月22日）返回南京，朝廷给郑和在南京牛首山設衣冠冢。第七次下西洋人数据载有27550人。

### 督修南京皇宫寺庙殿宇
- 永乐十年（1412年），郑和任南京监工官，奉帝命重建南京大报恩寺[31]。
- 朱瞻基继承帝位，有意将国都从北京迁回南京，于洪熙元年（1425年）敕令南京守备太监郑和修理南京宫殿。宣德元年（1426年），南京守备太监郑和等上奏，“天地坛，大祀门并门廊、斋宫、山川坛殿廊、厨房库，已经朽坏，请加修理”。帝谕：“祀神国之大事，真寺宇皆当完固，况山川坛郊坛尤重。令其南京工部发匠修理。大祀诸殿，当用香楠等大材，请取四川湖广采者用之”[32]。
- 宣德三年（1428年），帝敕郑和等，命南京大报恩寺务“俱限今年八月以里，都要完成，迟误了时，那监工的都不饶”。南京大保恩寺有金刚殿、左右碑亭、天王殿、佛殿、观音殿、法堂、祖师堂、伽兰殿、藏经殿、轮藏殿、禅堂、三藏殿和九层阿育王塔等建筑。建成后帝敕太监尚义、郑和、王景弘、唐观、罗智等：“南京大报恩寺完成了，启建告成大斋七昼夜，燃点长明灯。”[33]

## 評價
鄭和自身角色認定，有世界史學者認為，是結合了帝國擴張、貿易促進及知識拓展，如其死前一年1432年所立的石碑題文，除了有擴張宣稱「皇明混一海宇，超三代而軼漢唐，際天極地，罔不臣妾。」亦有對商人和地理學家的敬重語：「其西域之西，迤北之國，固遠矣，而程途可計。」
因為鄭和的所有背景（有戰功的波斯裔的三宝太監）和主導明朝政治的士大夫圈子格格不入，因此鄭和首度下西洋之所以能成功，是由於朝廷內和儒家價值對立的派系成功合作的成果，這些派系包括：
1. 商人遊說團體，希望明朝海軍力量為印度洋中國人經商提供支撐；
2. 支持帝國主義遊說團體，希望恢復元朝的帝國侵略擴張，這和儒家以德服人的價值對立；
3. 佛教遊說團體，希望政府經費投入其他計劃，而非落入反宗教或士大夫。

在外交及軍事方面，鄭和下西洋的功蹟包括推翻斯里蘭卡王朝及蘇門答臘君主、懲治了海盜並扶植马六甲，由一個小漁村將其變成一強大國際貨品轉運站。

## 信仰
关于郑和本人的主要宗教信仰，主要有伊斯兰教说、佛教说 、道教说三派观点，学术界并无定论。

### 伊斯蘭教
鄭和家族信仰伊斯蘭教，所以鄭和早年也是穆斯林，但他後來他宣稱篤信佛教，也禮敬道教各家海神。作為外交官，鄭和對其他宗教採包容和尊重的手法。

### 佛教
郑和是道衍和尚菩萨戒弟子，還曾經刻印《摩利支天經》。他也自称：“大明国奉佛信官内官太监郑和，法名速南吒释，即『福吉祥』。”“大明国奉佛信官内官太监郑和，法名福吉祥。谨发诚心施财命功，印造大藏尊经一藏，计六百三十五函，喜舍于云南五华寺，永远长生供养。”

### 道教
道教说主要是强调郑和下西洋与天妃（妈祖）信仰之间的关联，其史料依据有“天妃灵应之记碑”等。流風所及，其時常捐獻銀錢予媽祖廟，並且增修殿宇。除强调郑和对妈祖的崇拜和对妈祖信仰的传播外，还有研究者指出后世对郑和的神化形成的郑和崇拜与妈祖信仰有共同的海洋文化精神。

## 遺蹟

### 南京天妃宮
南京天妃宮在鄭和第一次下西洋回到南京後建造，有近600年歷史。1937年日軍佔領南京，南京天妃宮全部建築被毀，蕩然無存。為紀念鄭和下西洋600周年，南京市在2004年7月開始重建天妃宮，2005年5月3日，天妃宮落成，5月4日對外開放。

### 郑和墓

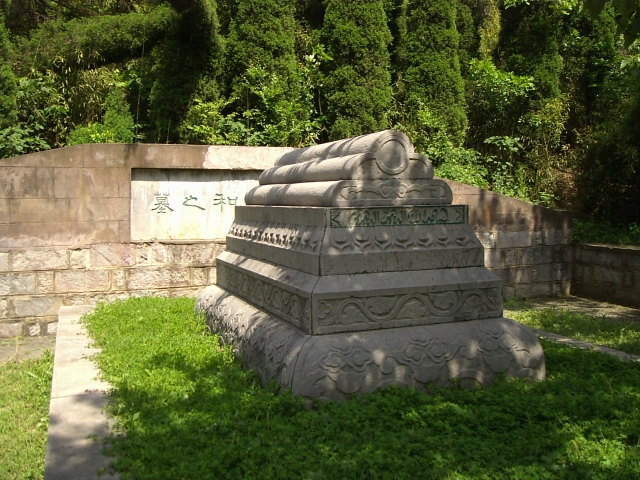
牛首山郑和墓

鄭和墓位於南京江寧區牛首山南麓。宣德八年（1433年），鄭和在第七次下西洋途中在印度古里病逝。清代同治年間的《上江兩縣誌》記載，鄭和被宣德帝賜葬於南京牛首山。但也有學者認為牛首山墓只是衣冠冢，甚至有学者认为郑和实际上葬在牛首山宏觉寺塔地宫里，迄今莫衷一是。1985年，南京市政府重修鄭和墓，按照穆斯林葬儀修建墓園，在墓蓋面安放青石槨。2005年，江寧區政府再次翻修鄭和墓，建成鄭和墓公園，並新建了「鄭和史料陳列館」。

### 鄭和父親墓之墓誌銘

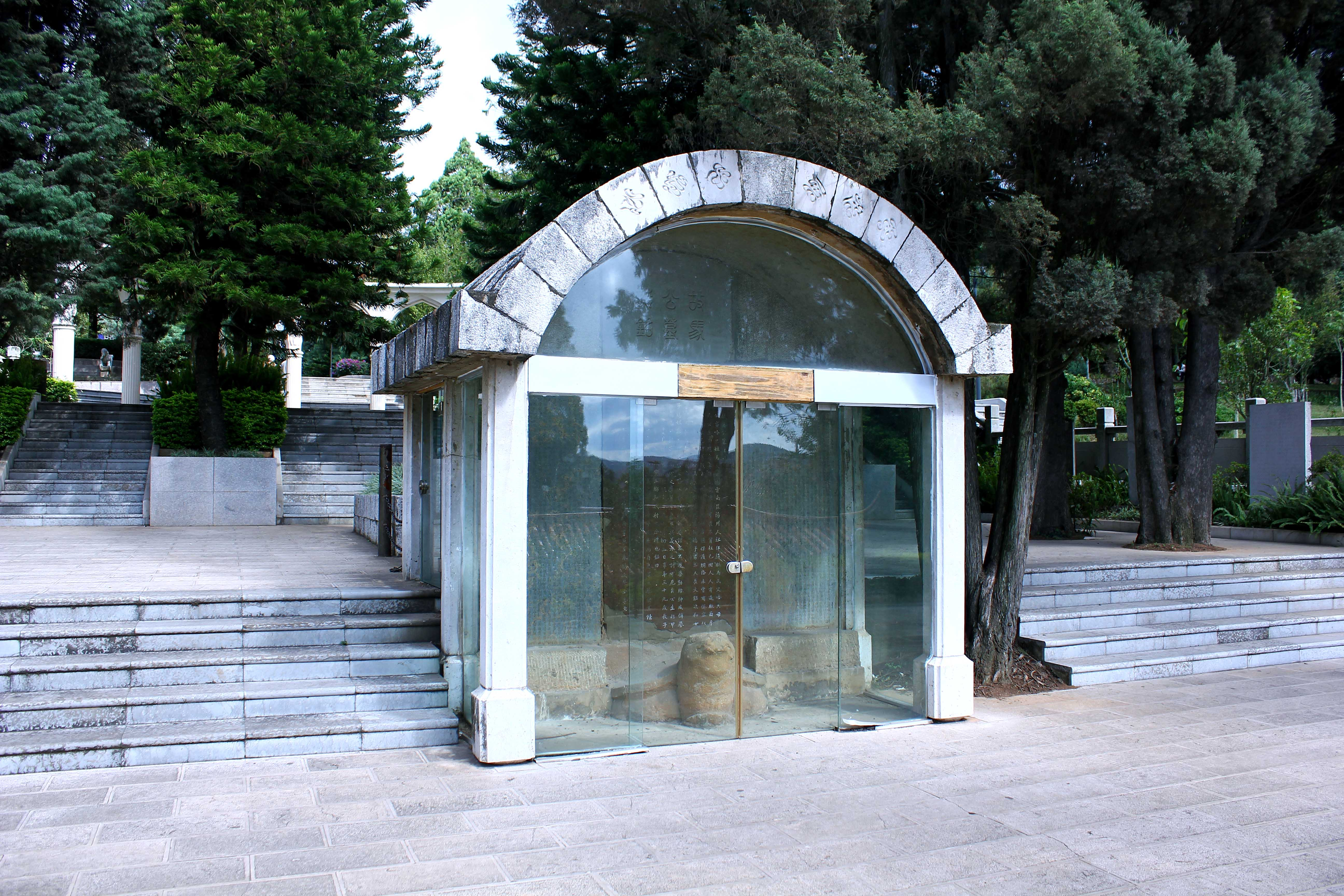
云南省晋宁县昆阳街道郑和公园内的马哈只墓碑。

馬哈只之墓雖早已有之，但在永樂九年，鄭和奉命重修父墳，由李志剛撰寫新墓誌銘。现马哈只墓及墓碑保存于云南省晋宁县昆阳街道郑和公园内，为全国重点文物保护单位。

### 郑和北京故居
郑和北京故居在今德胜门内大街路西三不老胡同。

### 郑和南京故居

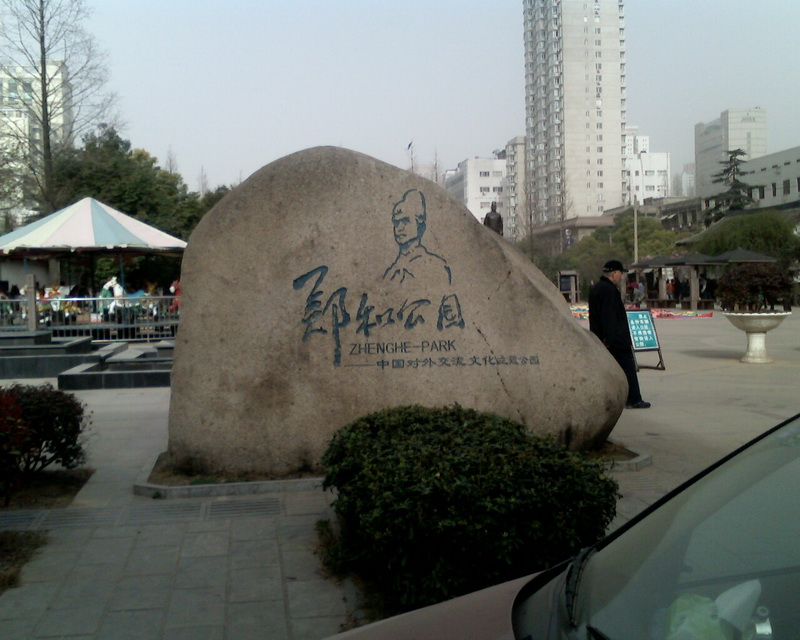
南京长白街上的郑和公园，原太平公园

长兄之长子過繼予鄭和为螟蛉子之後，迁居南京三山街一所大宅，为追念先祖，名之为“马府”；马府原有房屋72间，但在太平天国战争中被夷为平地。1983年考古学家在南京太平公园（旧称马家花园）出土郑和府第遗物，有龙泉窑瓷器、宜兴紫砂、景德镇青花等。

### 太倉天妃宮「通番事蹟碑」
「婁東劉家港天妃宮石刻通番事蹟」碑或「天妃宮石刻通番事蹟記」碑，簡稱「通番事蹟」碑，由鄭和、王景弘等人於明宣德六年(1431年)撰鐫，立於江蘇太倉瀏河天妃行宮的牆壁中。後來湮沒，下落不明。現已重建。

### 福州長樂天妃宮與「天妃靈應之記碑」
為了祈求和感謝天妃媽祖的保佑，鄭和、王景弘等人於第七次下西洋之際在福州長樂南山重修了天妃宮，並立下了「天妃靈應之記」碑。

### 泉州天妃宫
永乐五年（1407年）郑和责令福建镇守官重修泉州天妃宫，此后差内官及给事中、行人等官出使琉球、暹罗、爪哇、满剌加等国，以祭告为常。妈祖是古代航海者祈求保佑的主要神祇，郑和既乞求伊斯兰教和佛教的保佑，也乞求海神天妃的保佑。

### 泉州郑和行香碑
永乐十五年（1417年），郑和在第五次下西洋时，专程到泉州灵山圣墓行香，祈求灵圣庇佑且立碑为记。碑高100厘米，宽42厘米。碑文云：“钦差总兵太鉴郑和，前往西洋忽鲁谟厮等国公干。永乐十五年五月十六日于此行香，望灵圣庇佑。镇抚蒲和日记立。”

### 郑和铜钟
福建南平市文化馆收藏一口郑和在明宣德六年（1431年）祈保下西洋往返平安双龙纹铜钟，上有铭文：“永远长生供养，祈保西洋往回平安，吉祥如意者。大明宣德六年岁次辛亥仲夏吉日，太监郑和，王景弘同官军人等，发心铸造铜钟一口”。。

### 斯里蘭卡鄭和碑
斯里蘭卡鄭和碑用中文、泰米爾文和波斯文三種文字寫成，於1911年發現於斯里蘭卡南部海港城市加勒，現保存於斯里蘭卡國家博物館。

### 南京楊慶墓
2005年10月，在南京江寧區韓府山東麓發掘出鄭和副手楊慶墓。

### 南京洪保墓
南京祖堂山发现郑和副使明都知监太监洪保墓。

## 紀念事物

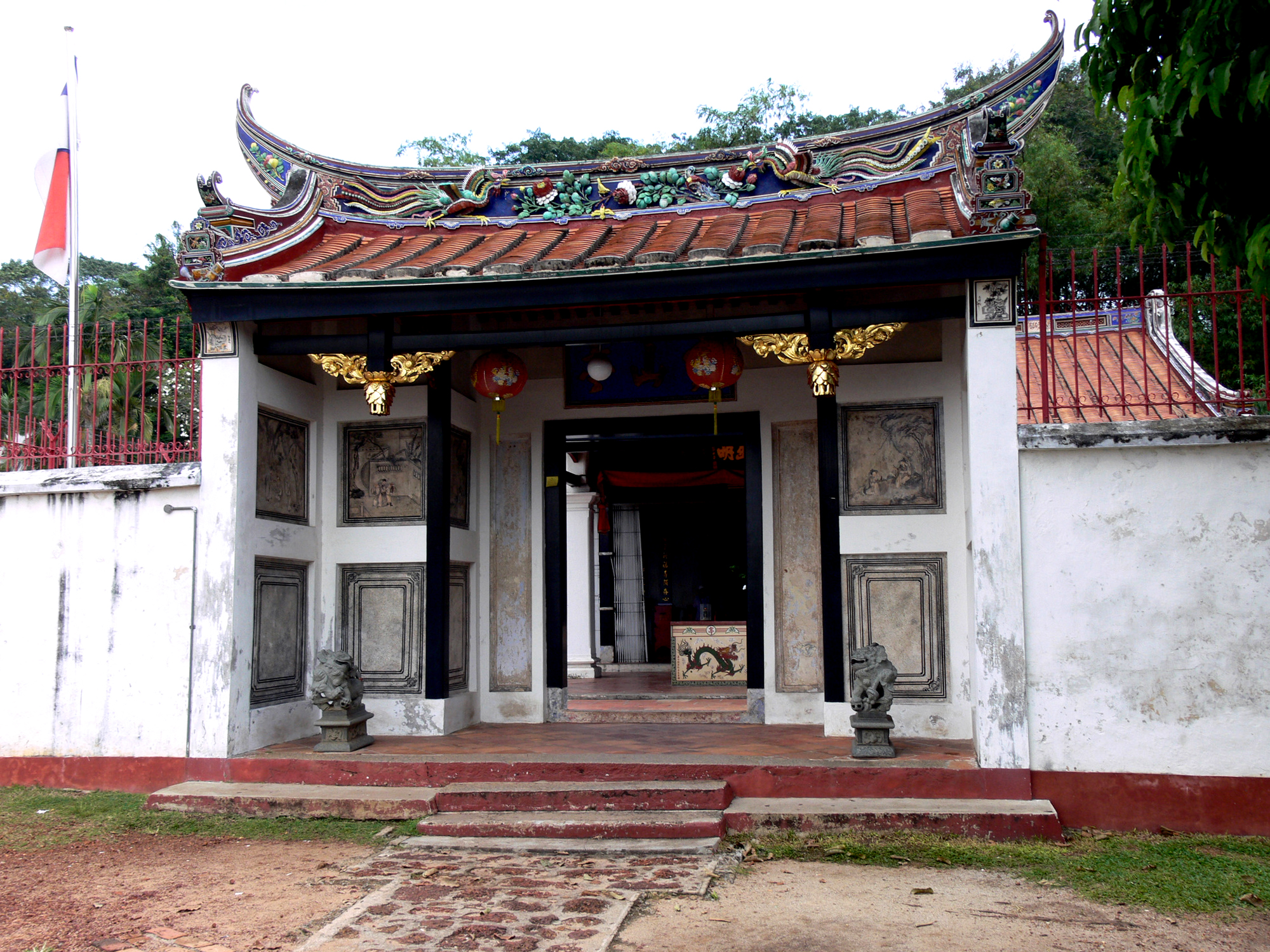
马六甲三宝庙

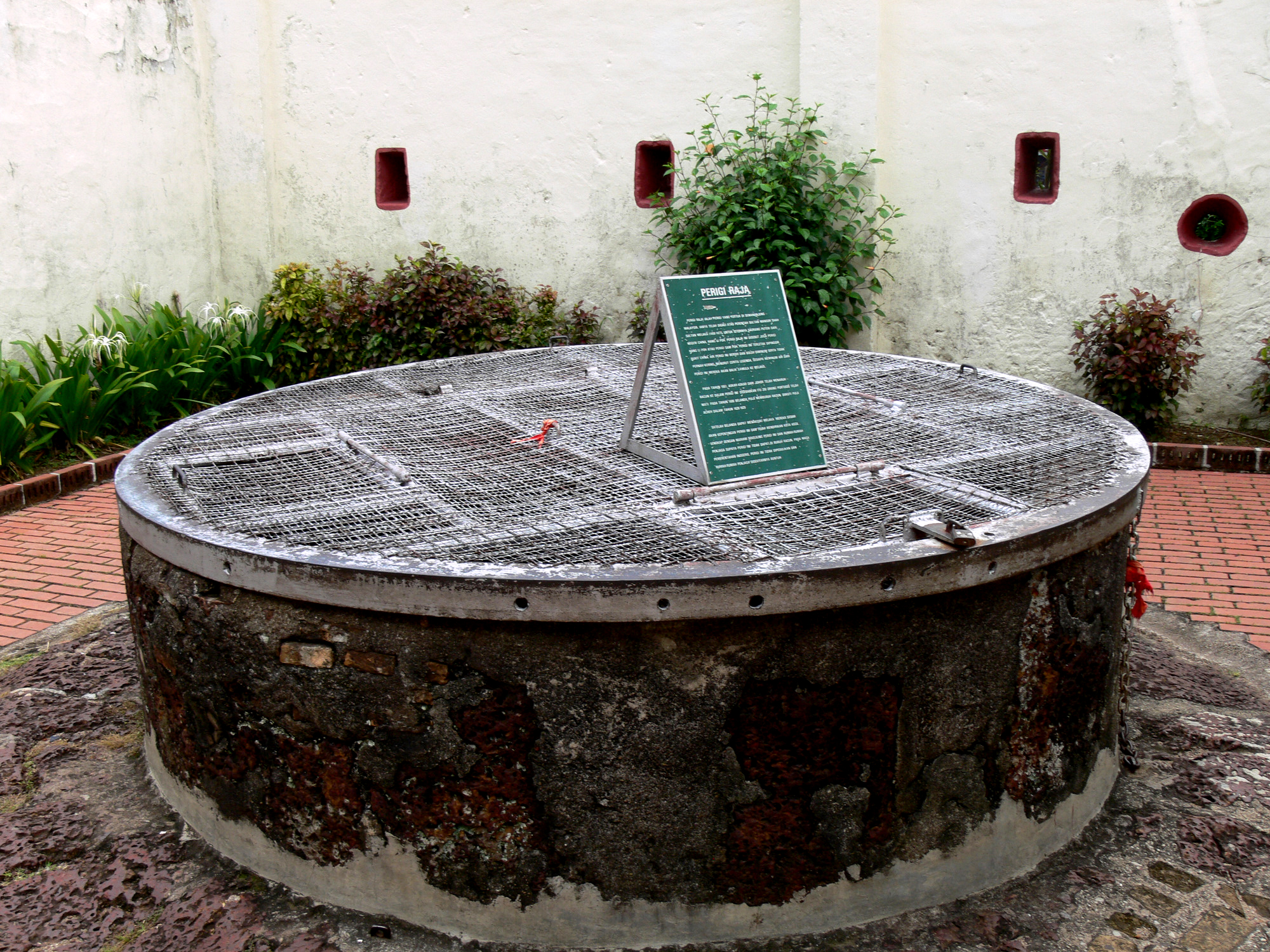
马六甲三宝庙三宝井

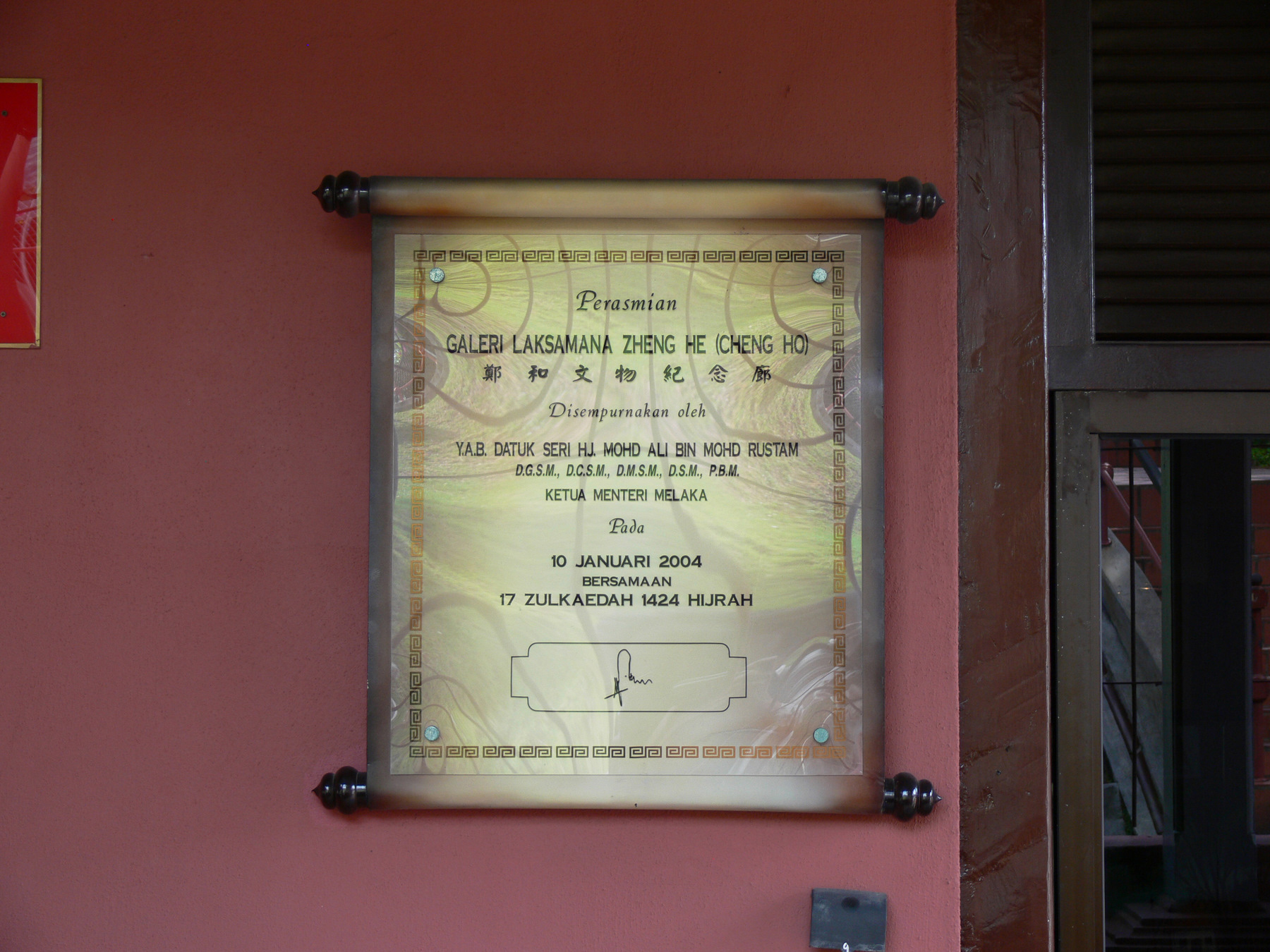
马六甲郑和文物纪念廊

### 中華民國航海節
1955年（民國44年）因自由中國號的創舉，航海各界提議將鄭和下西洋之日，即國曆7月11日，政府明令7月11日訂為中華民國之「航海節」。

### 中华人民共和国航海节
经中华人民共和国国务院批准，自2005年起，每年的7月11日被定为中国的航海节，并规定全国所有船舶鸣笛挂彩旗，取郑和首次下西洋之日期1405年7月11日。

### 郑和河
鄭和河坐落在马来西亚东部沙巴山打根。

### 郑和城市
1. 菲律宾棉兰老岛三宝颜[50]
2. 印尼爪哇三宝垄[50]

### 郑和路
海内外有数条郑和路

| 中国 1. 北京三宝胡同 2. 江苏南京马府街 3. 江苏太仓郑和路 4. 云南郑和和秀巷 | 马来西亚 1. 马六甲郑和将军路 2. 砂拉越古晋郑和统帅路 3. 沙巴山打根郑和路 | 台灣 1. 高雄市前鎮區鄭和路、鄭和南路 |

### 郑和寺庙
海内外有多处郑和寺庙

| 中國大陆 1. 福建龙海县鸿渐村二保庙 2. 广东南澳岛三宝公庙 3. 江蘇南京市靜海寺 臺灣 1. 雲林縣北港镇候天府廟 | 印尼 1. 三宝垄三保庙 2. 泗水三保庙 3. 泗水郑和清真寺 4. 雅加达三保厨师庙 5. 苏门答腊巨港郑和清真寺 6. 巴厘岛三宝厨师庙 马来西亚 1. 马六甲宝山亭三保 2. 槟城峇都茅三保宫 3. 霹靂怡保三保洞 4. 登嘉楼诺来村三保公庙 5. 砂拉越古晋三保公庙 6. 雪蘭莪巴生直落玻璃鄭和三寶宮 泰国 1. 大城三保公庙 柬埔寨 1. 磅湛市东古城三保公庙 |

### 郑和史迹陈列馆
1985年在福建福州长乐区原郑和奏建的天妃宫遗址之上建成郑和史迹陈列馆，6月《天妃灵应之记碑》移至该馆并一直被保护陈列于馆中。

### 郑和文化馆
郑和文化馆位于马来西亚马六甲州马六甲市，为中国之外最大的郑和主题博物馆，2005年正式开放，时年为郑和首次下西洋的600周年。展馆面积约5,110平方米，三部分组成，主体陈列馆、李为经故居遗址建筑、金声仓遗址建筑（出租他用）。

### 郑和艺术馆
2014年黄文庆推动成立了郑和·朵云轩（马六甲）艺术馆。

### 鄭和樓
中華民國海軍軍官學校的鄭和樓及海軍軍官學校校歌歌詞「二鄭皇皇」即紀念鄭和與鄭成功。

### 鄭和坊
马来西亚吉兰丹唐人街牌坊以鄭和坊命名。

### 鄭和號

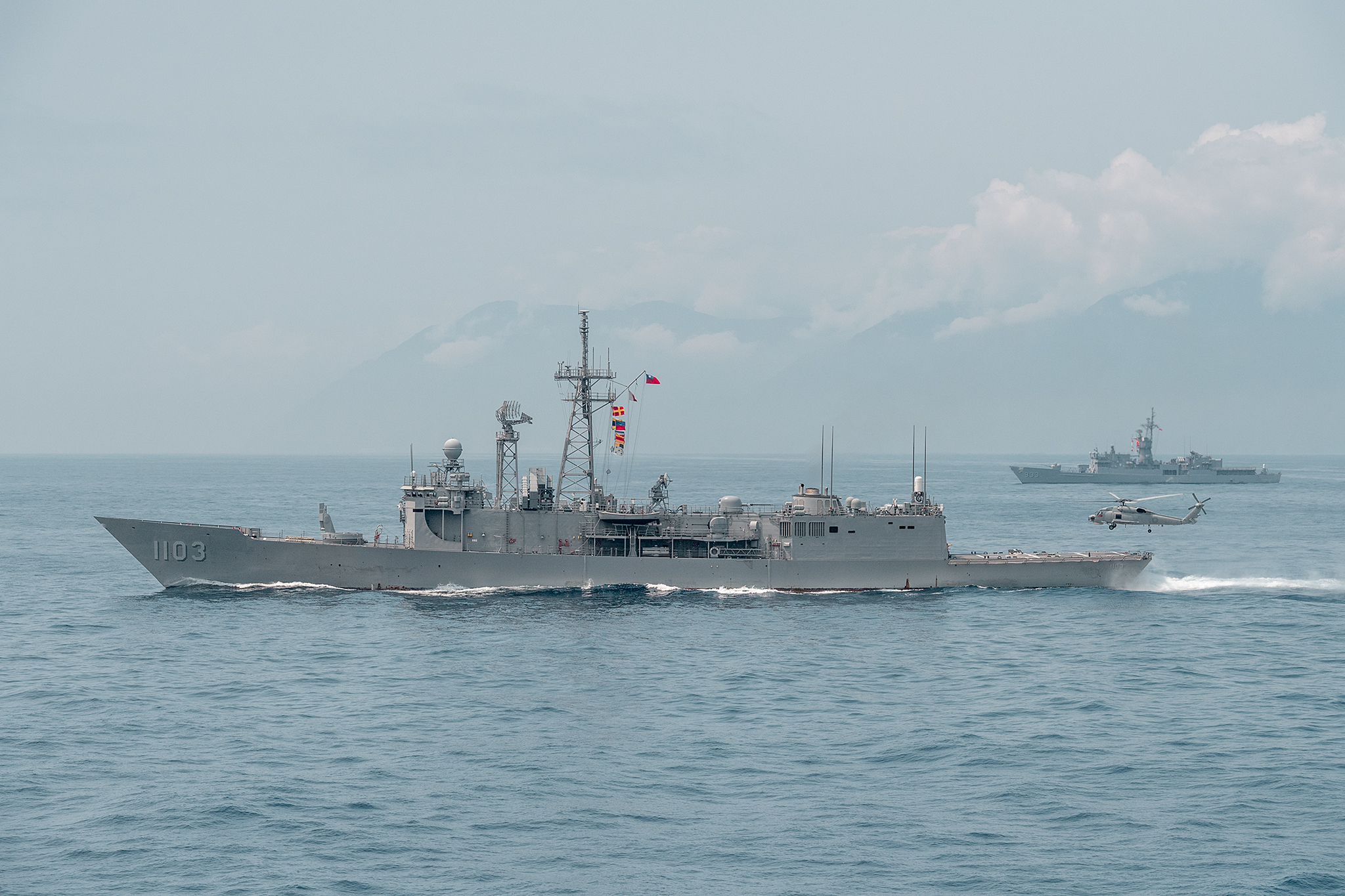
成功級鄭和號巡防艦

- 1941年美國軍艦USS Cheng Ho (IX-52)（英语：USS Cheng Ho (IX-52)）為一艘戎克船。
- 1987年中國人民解放軍海軍以鄭和號命名一艘訓練艦。
- 1994年中華民國海軍以鄭和號命名一艘美國授權以為藍本所建造的成功級巡防艦。
- 2005年美国波音公司将首次环球飞行的波音777-200LR以鄭和號命名，這架飛機現由巴基斯坦國際航空擁有。

### 郑和公园

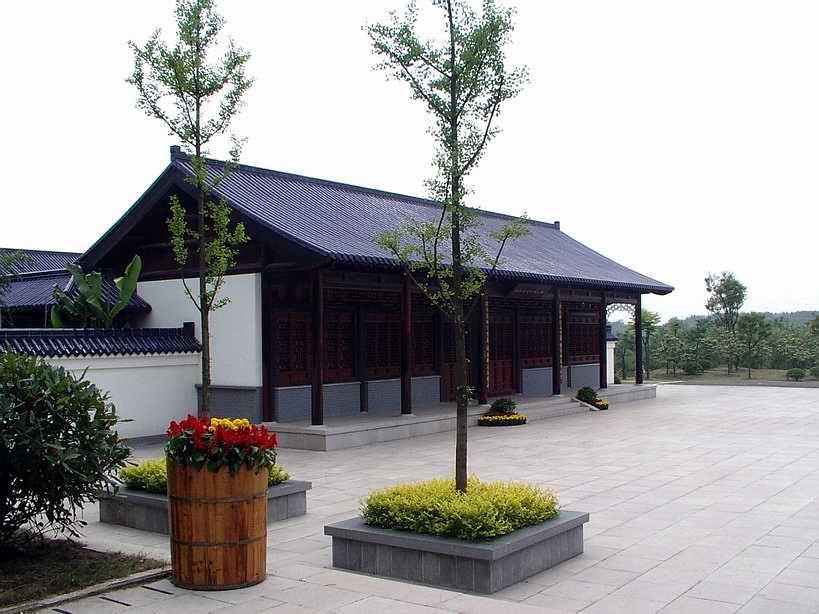
南京郑和纪念馆

- 昆阳郑和公园：位于云南省昆明市滇池南端昆阳镇月山上，距昆明60公里。原名月山公园，因昆阳是郑和出生故里，其父马哈只墓又在月山上，故于1979年改为今名。约250余亩的林园中，种有松林，柏林和其他果林。现公园内立有「明三保太监郑和故里」碑，并在碑附近发现民房建筑遗迹。
- 南京郑和公园郑和纪念馆：位于江苏省南京市区太平巷35号，原是郑和任南京守备时其府邸内的私家花园，园内有1985年落成全国最早的郑和纪念馆及郑和研究会，现在建成一个开放式的郑和文化主题市民广场。[59]
- 长乐郑和公园：位于福建长乐市区中心的南山，公园原名“南山公园”，始建于北宋元佑三年（1088年）。公园历经宋元明数代营建，特别是明代郑和七下西洋待港候风期间，全面整建，亭、台、楼、阁、塔、寺等建筑众多，成为佛、道教者朝拜圣地。园内的三峰塔为中国名塔之一，是郑和下西洋船队出入太平港的航标塔。明永乐十年（1412年）郑和第四次出使西洋前在太平港候风时，为酬谢“海神天妃保佑”，奏请明成祖恩准在长乐南山塔东面的三峰塔寺旁，建造一座雄伟壮观的“天妃宫”，为船队官员祈报和谢神之处。1985年为纪念郑和下西洋开航580周年，政府拨款在“天妃宫”和“三峰塔寺”旧址上兴建郑和史迹陈列馆。南山公园亦改为“郑和公园”。馆藏珍贵文物《天妃灵应之记》碑（俗称郑和碑），系明宣德六年（1431年）冬，郑和第七次出使西洋前在长乐候风时亲自撰文镌立的石碑。[53][54]
- 宝船遗址公园：座落于600年前的龙江宝船厂遗址之上的宝船遗址公园[60]是南京市为郑和下西洋600年纪念而投资开发的一座融旅游、纪念、展览、休闲为一体的大型遗址性公园。总投资6亿元人民币。2005年7月一期工程建成开放。
- 太倉鄭和公園：位於江蘇省太倉市浮橋鎮，总面积122公顷，公園內的郑和铜像高18米，底座高2.8米[61]。

### 电视纪录片《1405郑和下西洋》
为纪念郑和下西洋600周年，中央电视台、郑和下西洋600周年纪念活动筹备领导小组、江苏广播电视台联合制作一部电视纪录片：《1405：郑和下西洋》。

### 大型电视剧《郑和下西洋》
为纪念郑和下西洋600周年，中央电视台及长乐市委、等单位联合出品59集大型电视剧《郑和下西洋》。主演：罗嘉良、唐国强、杜雨露、于小慧。

### 央视动画片《郑和下西洋》
52集动画片《郑和下西洋》（2009）运用卡通手法、卡通语言、卡通意趣以及现代人的眼光，从动画的新颖角度、新鲜手法去重新开掘历史，将历史感、传奇性、卡通化以及视觉上的冲击和震撼故事融为一体，通过郑和下西洋的曲折历程，反映了郑和及其船队所体现的科学精神、开拓精神、和平精神，重现航海史上前无古人、后无来者的传奇，引领动漫爱好者们共同穿越历史长河，去体会历史曾经的辉煌。

### 其他影视作品
- 1977年，台湾电影《郑和下西洋》；导演：许强，主演：凌波、金汉、罗烈。

- 1985年，中国大陆电视剧《郑和下西洋》，共8集；导演：张汝运、任贵生，编剧：朱祖贻，主演：邱英三。

- 2005年，美国国家地理频道电视纪录片《伟大传奇再现：郑和下西洋》（Treasure Fleet-The Adventures of Zheng He)，2小时；导演：Jonathan Finnigan，主演：麦可·山下。

- 2006年，日本NHK电视纪录片《伟大的旅人郑和》（偉大なる旅人 鄭和），共2集；导演：陈凯歌，主演：赵宁宇；本片于2008年被美国探索频道重新剪辑为52分钟纪录片《Emperor of the Seas》［译名：海神；海上霸主：郑和下西洋；海洋帝国（腾讯视频）］。

- 2013年，中国大陆动画电影《郑和1405：魔海寻踪》；导演：朱义昌、高毅，编剧：韩素萍、王菡，主演：张靓颖。

- 2016年，日本NHK电视纪录片《中国王朝·苏醒的传说：永乐帝与郑和的大航海》（中国王朝 よみがえる伝説 「永楽帝と鄭和の大航海」），59分钟；主演：浅田次郎。

- 2016年，中国大陆CCTV电视纪录片《历史的拐点·下西洋》，共6集；导演：余乐、张晓敏，主演：鲍鹏山、李山、姜鹏。

- 2022年，新加坡电影纪录片《幽灵舰队：郑和的史诗之旅》（Ghost Fleet: The Epic Voyage of Zheng He)，2小时；导演：Jonathan Finnigan，主演：麦可·山下；制作单位包括美国国家地理 (亚洲电视频道)。

### 书籍
- 2005年，郑和下西洋600周年，北京海洋出版社出版1905年至2005年的《郑和下西洋研究文选》，有温家宝总理题词，以梁启超1905年在《新民叢报》发表的《祖国大航海家郑和传》开始，共108篇论文。
- 同年北京海洋出版社出版据多种明代手钞本校注的马欢著（万明校注）《瀛涯胜览》校注，另外，晨光出版社把30年代李士厚抄本之鄭和家譜校注出版成書《影印原本鄭和家譜校注》（原譜與抄本已散佚，此為當年曬製圖紙的影印本經整理影印）。
- 《郑和下西洋资料汇编》（增编本）（上、中、下） 郑鹤声，郑一钧 编 北京海洋出版社出版 2005 ISBN 978-7-5027-6376-3

### 郑和群礁
为了纪念航海家鄭和，南沙群岛中有一群礁名为郑和群礁。

### 郑和山
位于冥王星“汤博区”西侧边缘的一组群山以七下西洋的明代航海家郑和命名。

## 後世供奉
鄭和下西洋時屢駐舟師於長樂，曾奏改馬江名為太平港，於此造船。鄭和豐功偉業，在長樂漳港鎮顯應宮中，村民稱鄭和為巡海大臣（音轉為巡海大神），與媽祖同殿並祀，祈望安瀾利運。
东南亚一带的华人相信，郑和将军是所有华人的骄傲，也有人把他当成神来膜拜。他们认为郑和很了不起，而且擁有超自然的神力，如同神祇一般。更有人当郑和是「财神爷」，有些旅行团的导游特地安排旅客们去亲手摸摸他的雕像，以招來财运。。
印尼三宝垄三宝大人巡香：印尼中爪哇省会三宝垄，在郑和抵达三宝垄的六月三十日，举行祭祀庆典和巡香游行。巡香队伍抬着郑和神像，由供奉郑和的大觉寺到三保洞，巡回游行，是目前保存最完好的郑和祭祀仪式。
马来西亞人为了紀念郑和，曾以马来文写作长篇小说《郑和传》十五册及《三保大人传》三册。

## 文化影响
在弗诺·文奇的小说《天淵》中，贸易者组织被命名为郑和。
在星際爭霸戰：畢凱第一季最終集中，威廉·瑞克指揮官擔任星際聯邦探索級星艦（Inquiry-Class）鄭和號（USS Zheng He）的代理艦長。

## 后裔
郑和幼年被阉割，无法生育，故收纳长兄马文铭之长子为嫡，名郑文铭，字恩来。明宣宗赐其世袭锦衣卫千户，居南京三山街（今马府街）马府。清朝太平天国时期，马府毁于战火，室家荡然无存。郑和后裔至今已传至第21代。

### 引用
1. ↑  余建明. . 紅螞蟻圖書有限公司. Jun 18, 2012: 227  [2019-10-28]. （原始内容存档于2020-02-16）.
2. ↑  李清升. 破译郑和之父马哈只墓碑铭[J].文献，2003(1):71-72.
3. ↑  李士厚. 新发现的《郑和家谱首序》[J]. 文献, 1983(3):96-103.
4. ↑  《故马公墓志铭》：公字哈只，姓马氏，世为云南昆阳州人。祖拜颜，妣马氏。父哈只，母温氏。公生而魁岸奇伟，风裁凛凛可畏，不肯枉己附人。人有过，辄面斥无隐。性尤好善，遇贫困及鳏寡无依者，恒保护赒给，未尝有倦容。 以故，乡党靡不称公为长者。娶温氏，有妇德。
5. ↑  袁嘉谷著 袁丕厚编．袁嘉谷文集（第一卷）．昆明：云南人民出版社，2001：348-350
6. ↑  《郑氏家谱首序》 咸阳世家宗谱 郑和家世研究资料汇编 ISBN 978-7-5414-2460-1/G
7. ↑  鄭鶴聲等編  《鄭和下西洋研究文選》1頁
8. 1 2  海上霸主：鄭和下西洋,《Discovery channel》
9. ↑  《郑氏家谱首序》中原文：“后数功于郑州，因赐马和姓郑，改名为和”。一说“郑州”指《明史·成祖本纪》记载的郑村坝（今天北京东坝村）战役。但燕王靖难之役中曾占领河北的“郑州”（今河北任丘北，非河南郑州），见郑自强：《深入探讨郑和的家世源流及后嗣问题》，《咸阳世家宗谱 郑和家世研究资料汇编》ISBN 978-7-5414-2460-1/G。
10. ↑  明姚广孝《佛说摩利支天经》，郑鹤声等编  《郑和下西洋研究文选》 15页
11. ↑  明郑和  《施印大藏经发愿文》 《郑和下西洋研究文选》16页
12. ↑  《古今图书集成》 卷一百三十二卷
13. ↑  明 袁忠彻 《古今识鉴》 郑鹤声等编  《郑和下西洋资料汇编》  21页
14. ↑  《明史·郑和传》：和经事三朝，先后七奉使，所历占城、爪哇、真腊、旧港、暹罗、古里、满剌加、渤泥、苏门答剌、阿鲁、柯枝、大葛兰、小葛兰、西洋琐里、琐里、加异勒、阿拨把丹、南巫里、甘把里、锡兰山、喃渤利、彭亨、急兰丹、忽鲁谟斯、比剌、溜山、孙剌、木骨都束、麻林、剌撒、祖法儿、沙里湾泥、竹步、榜葛剌、天方、黎伐、那孤儿，凡三十余国。所取无名宝物，不可胜计，而中国耗废亦不赀。自宣德以还，远方时有至者，要不如永乐时，而和亦老且死。自和后，凡将命海表者，莫不盛称和以夸外番，故俗传三保太监下西洋，为明初盛事云。
15. ↑  陈平平. “郑和1433年死于古里”说的考讹证误[J]. 南京晓庄学院学报, 2014(2):114-120.
16. ↑  葛晓康. 南京牛首山弘觉寺郑和德塔考证——兼考“三宝”和“三保”太监[J]. 中国国家博物馆馆刊, 2008(5):9-25.
17. ↑  清 林霈 《撰敕封天后志》  見《鄭和下西洋資料彙編》 上卷 20頁
18. ↑  《順風相送序》 《兩種海道針經》 22頁  中華書局 ISBN 978-7-101-02025-0
19. ↑  郑鹤声 郑一钧编《郑和下西洋资料汇编》1146页
20. ↑  《鄭和下西洋研究文選》  484頁
21. ↑  《郑和下西洋资料汇编》1146-1147页
22. ↑  .   [2009-06-29]. （原始内容存档于2015-02-06）.
23. ↑  《郑和下东西洋次数研究——兼论明代东洋、西洋范围》 （页面存档备份，存于），載於www.china.com.，2005年5月30日。
24. 1 2 3 4 5  Fernadez-Armesto, Felipe. . 左岸文化. 2012. ISBN 978-986-6723-71-1.
25. ↑  新华网:专访：非洲期待第二个“郑和时代”的到来 的存檔，存档日期2009-06-03.
26. ↑  新华网:东非寻觅郑和足迹之三：拉穆 的存檔，存档日期2008-08-20.
27. ↑  明陆容 《菽园杂记》卷三
28. ↑  是次非洲麻林迪進貢的麒麟並非本頁清代描临本《榜葛剌进贡麒麟图》裡的麒麟，圖中的麒麟由榜葛剌(即今孟加拉)在1414年(永樂十二年)進貢。参看《瑞应麒麟图》
29. ↑  郑鹤声等编  《郑和下西洋研究文选》 585页
30. ↑  康熙《江寧縣志》記載：「三寶太監鄭和墓，在牛首山之西麓。永樂中命下西洋……宣德初，復命入西洋，卒於古里國，此則賜葬衣冠處也。」
31. ↑  郑鹤声等编  《郑和下西洋资料汇》编  23页
32. ↑  《明宣宗实录》 卷十一
33. ↑  葛寅亮 《金陵梵刹志》 卷三十一 郑鹤声等编  《郑和下西洋资料汇》编  23页
34. ↑  林松. 剖析航海家郑和的伊斯兰教信仰——兼评郑氏“奉佛”、“崇道”说(上)[J]. 宁夏社会科学, 1985(1):24-31.
35. ↑  徐心希. 试论郑和与佛教的关系[J]. 郑和研究, 2007(2):12-20.
36. 1 2  刘海威. 从郑和宗教信仰争议看明帝国对西洋诸国的态度[J]. 元史及民族与边疆研究集刊, 2015(2):109-115.
37. ↑  《优婆塞戒经》 郑和《题记》
38. ↑  婁東劉家港天妃宮《石刻通番事蹟碑》
39. ↑  長樂天妃宮《天妃靈應之記碑》
40. ↑  南京天妃宮《南京天妃宮沿革》
41. ↑  刘新慧. 略论郑和崇拜与妈祖信仰[J]. 乐山师范学院学报, 2006, 21(9):89-92.
42. ↑  .   [2013-03-30]. （原始内容存档于2016-03-05）.
43. ↑  郑自强；《南京的郑和府邸》《咸阳世家宗谱》 89页
44. ↑  .   [2006-03-29]. （原始内容存档于2017-06-12）.
45. ↑  郑鹤声、郑一钧编 《郑和下西洋资料汇编》 上卷  603页  ISBN 978-7-5027-6376-3/K
46. ↑   (PDF).   [2011-11-25]. （原始内容 (PDF)存档于2013-07-28）.
47. ↑  杨庆墓中为何无陪葬？ 在清苦衙门任职身无余财 的存檔，存档日期2014-04-26.
48. ↑  .   [2010-06-30]. （原始内容存档于2010-06-28）.
49. 1 2  沙巴在鄭和航線佔重要部份 楊德利促絲路學會糾正 將婆羅洲納入下西洋版圖 （页面存档备份，存于）华侨日报，2019年3月11日
50. 1 2 3 4 5 6 7 8  郑和命名物遍布海内外 （页面存档备份，存于）中国侨网
51. ↑  马来西亚华人路名真不少 （页面存档备份，存于）中华人民共和国驻马来西亚大使馆
52. ↑  《郑和下西洋研究文选》 401-402页
53. 1 2  长乐圣寿宝塔：昔看郑和下西洋 今见海丝再辉煌 （页面存档备份，存于）福州新闻网，2020年5月24日
54. 1 2  妈祖文化史迹郑和碑 （页面存档备份，存于）莆田文化网，2012年5月23日
55. ↑  在馬六甲尋訪鄭和的足跡 （页面存档备份，存于）纽约时报，2015年1月7日
56. ↑  . 穷游网.   [2020-08-20]. （原始内容存档于2019-12-06）.
57. ↑  黄文庆和他的郑和·朵云轩（马六甲）艺术馆 （页面存档备份，存于）新华网，2019年12月22日
58. ↑  丹华堂：结合伊城特色．郑和坊将有爪夷字 （页面存档备份，存于）星洲网，2017年5月9日
59. ↑  南京文化日历|郑和纪念馆在南京落成 （页面存档备份，存于）南京好朋友，2018年7月10日
60. ↑  宝船遗址公园 （页面存档备份，存于）
61. ↑  .   [2020-09-21]. （原始内容存档于2021-02-26）.
62. ↑  . 环球网.   [2025-02-14] （中文）.
63. ↑  《長樂縣誌》：太平港在縣西半里許，舊名馬江。……明永樂間，太監鄭和通西洋，造巨船於此，奏改太平港。
64. ↑  .   [2017-03-27]. （原始内容存档于2016-03-09）.
65. ↑  .   [2017-03-27]. （原始内容存档于2017-03-28）.
66. ↑  .   [2008-02-27]. （原始内容存档于2007-08-22）.
67. ↑  郑鹤声、郑一钧编《郑和下西洋资料汇编》，頁2031。
68. ↑  . 中国航海学会.   [2023-10-07].